# Arichanna ramosa
Arichanna ramosa är en fjärilsart som beskrevs av Walker 1866. Arichanna ramosa ingår i släktet Arichanna och familjen mätare. Inga underarter finns listade i Catalogue of Life.